# 651
سنة 651 م

## أحداث
نهاية الدولة الساسانية في بلاد [وضح من هو المقصود ؟].

## مواليد
- حفصة بنت سيرين

## وفيات
- الأقرع بن حابس صحابي جليل وأحد سادات العرب في الجاهلية والإسلام وفرسانهم وحُكمائهم.
- يزدجرد الثالث أخر ملوك الدولة الساسانية.